# Кезеліє (Марказі)
Кезеліє (перс. قزلجه) — село в Ірані, у дегестані Базарджан, у Центральному бахші, шагрестані Тафреш остану Марказі. За даними перепису 2006 року, його населення становило 588 осіб, що проживали у складі 134 сімей.

## Клімат
Середня річна температура становить 12,70 °C, середня максимальна – 31,85 °C, а середня мінімальна – -9,19 °C. Середня річна кількість опадів – 255 мм.
| Клімат поселення                              | Клімат поселення | Клімат поселення | Клімат поселення | Клімат поселення | Клімат поселення | Клімат поселення | Клімат поселення | Клімат поселення | Клімат поселення | Клімат поселення | Клімат поселення | Клімат поселення | Клімат поселення |
| Показник                                      | Січ.             | Лют.             | Бер.             | Квіт.            | Трав.            | Черв.            | Лип.             | Серп.            | Вер.             | Жовт.            | Лист.            | Груд.            |                  |
| Середній максимум, °C                         | 6,96             | 8,66             | 13,68            | 20,12            | 24,65            | 30,62            | 31,85            | 30,85            | 26,38            | 20,31            | 13,30            | 7,42             |                  |
| Середня температура, °C                       | −1,12            | 0,58             | 5,62             | 12,06            | 16,58            | 22,55            | 26,20            | 25,20            | 20,73            | 14,65            | 7,67             | 1,77             |                  |
| Середній мінімум, °C                          | −9,19            | −7,5             | −2,47            | 3,96             | 8,50             | 14,48            | 20,55            | 19,54            | 15,08            | 9,00             | 2,01             | −3,89            |                  |
| Норма опадів, мм                              | 36               | 35               | 46               | 34               | 28               | 4                | 1                | 1                | 0                | 11               | 23               | 36               |                  |
| Середньомісячна швидкість вітру, м/с          | 1.85             | 2.03             | 2.90             | 3.21             | 2.80             | 2.59             | 2.67             | 2.50             | 2.32             | 2.26             | 1.95             | 1.36             |                  |
| Середньомісячна сонячна радіація, кДж/м²·день | 8967             | 12171            | 14640            | 18126            | 22133            | 26672            | 25956            | 23869            | 20543            | 15086            | 10851            | 8820             |                  |
| --------------------------------------------- | ---------------- | ---------------- | ---------------- | ---------------- | ---------------- | ---------------- | ---------------- | ---------------- | ---------------- | ---------------- | ---------------- | ---------------- | ---------------- |
| Джерело:                                      |                  |                  |                  |                  |                  |                  |                  |                  |                  |                  |                  |                  |                  |